# Stueng Saen (Stadt)

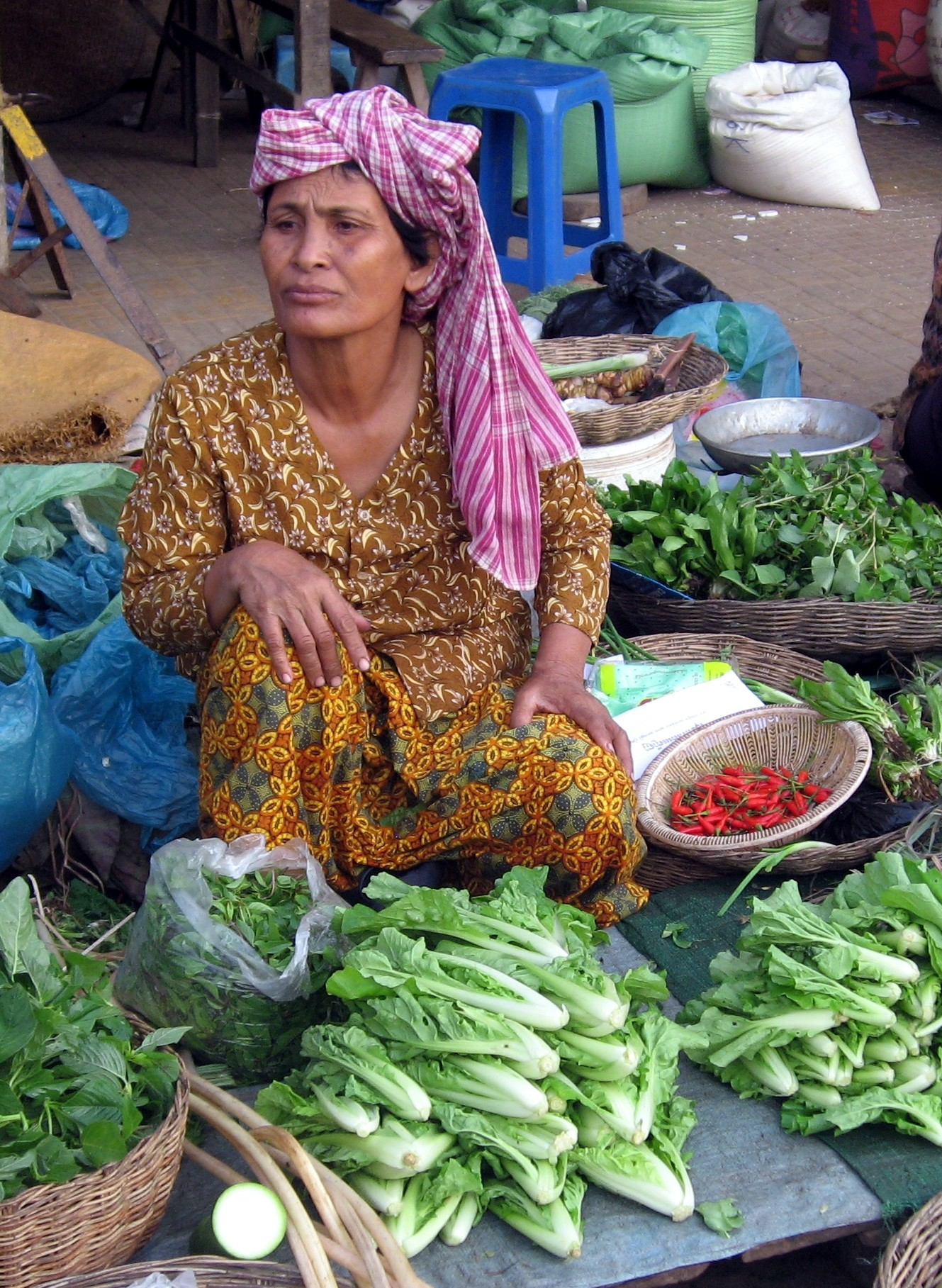
Marktfrau in Kampong Thom

Krong Stueng Saen („Stadt Stueng Saen“), informell auch Krong Kampong Thom (Khmer ក្រុងកំពង់ថំ, „Stadt großer Hafen“), ist Verwaltungs-Hauptstadt der Provinz Kampong Thom in Zentral-Kambodscha. Die Stadt liegt etwa 160 km nördlich von Phnom Penh am National Highway 6 der Richtung Nordwesten weiter nach Siem Reap und Thailand führt. Die Einwohnerzahl beträgt 53.118 (Stand: Zensus 2019).
Stueng Sean liegt am Stueng-Saen-Fluss, südlich des Flusses befinden sich die Stadtmitte und der Markt. Die Stadt ist Ausgangspunkt zum Besuch der Tempelanlage von Sambor Prei Kuk aus dem 7. bis 9. Jahrhundert. Weiter nördlich und nur über schlechte Erdstraßen zu erreichen, liegt teilweise überwachsen und in Ruinen Preah Khan, die größte Tempelanlage aus angkorianischer Zeit.

## Geschichte
Bereits während des Angkor-Reiches galt Kampong Thom als eine Stadt von strategisch wichtiger Bedeutung. Unter dem Khmer-Herrscher Jayavarman VII. (reg. 1182 – um 1220) wurde Kampong Thom durch eine befestigte Reichsstraße mit der Hauptstadt Angkor Thom verbunden.
Im Indochina-Krieg war die Provinz Kampong Thom in den 1970er Jahren Ziel schwerer Bombardierungen der US-Luftwaffe.
1995 wurden aus der Provinz Kampong Thom Gefechte zwischen Einheiten der Roten Khmer und den Regierungstruppen von Premierminister Hun Sen gemeldet.

## Wirtschaft
Die wirtschaftlichen Standbeine von Kampong Thom sind die Landwirtschaft (Reisanbau) und der Fischfang aus dem Stung Sen Fluss.
Außerhalb der Stadt werden traditionelle Trommeln (skor dae) aus dem Holz des Jackfrucht-Baumes hergestellt, der dem Musikinstrument einen guten Resonanzkörper verleiht.

## Tourismus
1998 wurden die Tempelanlagen von Sambor Prei Kuk (7. bis 9. Jahrhundert) für Besucher wieder geöffnet, nachdem das Gelände dort von Minen vollständig befreit worden war. Die 30 km lange Verbindungsstraße zwischen Kampong Thom und Sambor Prei Kuk ist zwischenzeitlich (Stand: 2010) gut ausgebaut und teilweise asphaltiert. 
Kampong Thom ist ferner Ausgangspunkt für eine neue Straßenverbindung zum Prasat Preah Vihear an der Grenze zwischen Kambodscha und Thailand. Die Straße besteht (Stand: 2010) noch weitgehend aus einer planierten Schotterpiste und soll durchgehend asphaltiert werden. Die Stadt bietet selbst wenig Sehenswürdigkeiten. Es gibt einen kleinen Markt im Zentrum, einen Nachtmarkt und ein Department of Arts and Culture mit einem Museum, in dem Exponate aus Sambor Prei Kuk gezeigt werden.

## Bekannte Personen der Stadt
Kaing Guek Eav, alias Duch, langjähriger Leiter des Roten Khmer Folterzentrums Tuol Sleng in Phnom Penh, arbeitete in Kampong Thom in den 1960er Jahren als Mathematiklehrer an einer Schule. Duch wurde im Sommer 2010 auf dem Internationalen Khmer Rouge Tribunal zu 30 Jahren Gefängnis verurteilt.